# エルナン・ペレス (野球)
エルナン・アレハンドロ・ペレス（Hernán Alejandro Pérez, 1991年3月26日 - ）は、ベネズエラのアラグア州ビヤ・デ・クラ出身のプロ野球選手（ユーティリティープレイヤー）。右投右打。現在は、フリーエージェント（FA）。
愛称はマット・ガーザが名付けたスペイン語で白いパンを意味するパン・ブランコ（Pan Blanco）。

## 経歴

### プロ入りとタイガース時代
2007年7月2日にアマチュア・フリーエージェントでデトロイト・タイガースと契約してプロ入り。
2008年、傘下のルーキー級ベネズエラン・サマーリーグ・タイガースでプロデビュー。68試合に出場して打率.226、1本塁打、22打点、4盗塁を記録した。
2009年はA+級レイクランド・フライングタイガース、A級ウェストミシガン・ホワイトキャップス、ルーキー級ガルフ・コーストリーグ・タイガースでプレー。A+級レイクランドでは21試合に出場して打率.264、10打点を記録した。
2010年はA級ウェストミシガンでプレーし、124試合に出場して打率.235、5本塁打、50打点、5盗塁を記録した。
2011年もA級ウェストミシガンでプレーし、129試合に出場して打率.258、8本塁打、42打点、23盗塁を記録した。オフの11月18日にタイガースとメジャー契約を結び、40人枠入りした。
2012年2月22日にタイガースと1年契約に合意。3月12日にA+級レイクランドへ異動し、そのまま開幕を迎えた。開幕後はA+級レイクランドで55試合に出場し、打率.252、2本塁打、23打点、11盗塁の成績で、6月9日にメジャーへ初昇格。同日のシンシナティ・レッズ戦でメジャーデビュー。8回表に代打として出場したが、三塁ゴロに終わった。翌日の同カードでは8回表から代走として出場し、9回表の第一打席にアルフレド・サイモンからメジャー初安打となる三塁への内野安打を記録した。6月11日にA+級レイクランドへ降格した。降格後はA+級レイクランドで69試合に出場したが、メジャーへ昇格することはなかった。この年は2試合の出場にとどまり、打率.500だった。
2013年3月19日にAA級エリー・シーウルブズへ異動し、そのまま開幕を迎えた。開幕後は87試合の出場で、打率.301、4本塁打、35打点、24盗塁と結果を残し、7月9日に正二塁手のオマー・インファンテが故障者リスト入りしたため、メジャーへ昇格。昇格後は二塁手として先発起用されていたが、7月30日にホセ・イグレシアスが加入し、8月2日にアクティブ・ロースター入りしたため、AAA級トレド・マッドヘンズへ降格した。しかし、8月5日にジョニー・ペラルタが禁止薬物購入による出場停止処分を受けたため、メジャーへ再昇格。7試合に出場したが、8月12日にインファンテが故障者リストから復帰したため、AAA級トレドへ降格した。8月31日に再昇格し、昇格後は主に代走としての起用となった。レギュラーシーズン終了後のディビジョンシリーズではロースター入りし、代走として2試合に出場した。この年メジャーでは34試合に出場して打率.197、5打点、1盗塁を記録した。
2014年3月1日にタイガースと1年契約に合意。3月25日にAAA級トレドへ異動し、そのまま開幕を迎えた。AAA級トレドでは133試合に出場して打率.287、6本塁打、53打点、21盗塁を記録した。登録枠が拡大された9月1日にメジャーへ昇格。8試合に出場し、打率.200だった。レギュラーシーズン終了後のディビジョンシリーズに2年連続でロースター入りし、2試合に出場。0勝2敗で迎えた第3戦では、1点ビハインドの9回裏1死一・二塁という一打サヨナラの場面で代打として起用されたが、三塁への併殺打に終わり、シリーズ敗退が決まった。この年メジャーでは8試合に出場して打率.200だった。

### ブルワーズ時代

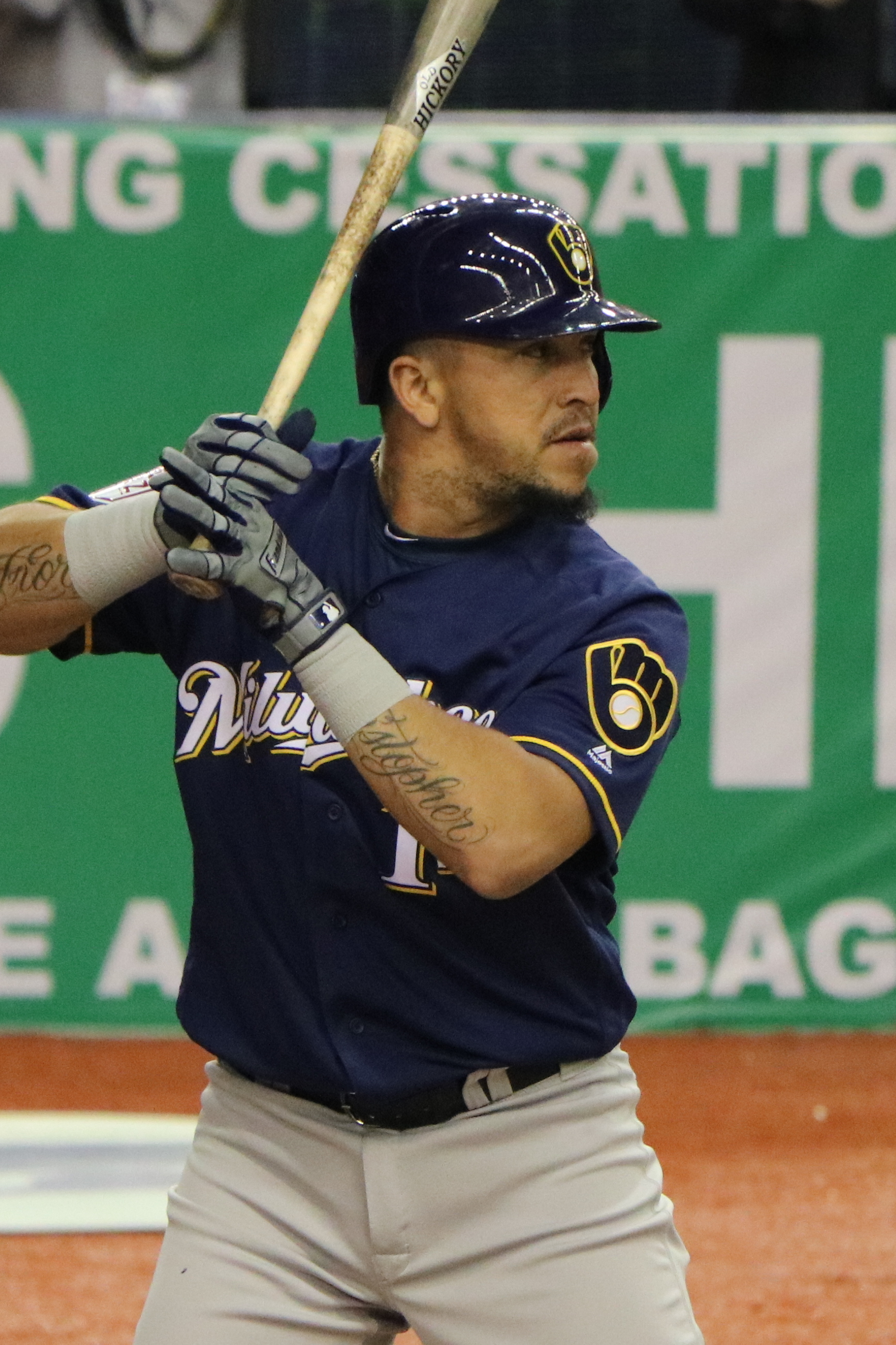
ミルウォーキー・ブルワーズ時代
(2019年3月25日)

2015年6月2日にウェイバー公示を経てミルウォーキー・ブルワーズへ移籍した。オフの11月6日に40人枠から外れてFAとなったが、18日にマイナー契約で再契約した。
2016年の開幕は傘下のAAA級コロラドスプリングス・スカイソックスで迎えたが、4月29日にメジャー契約を結んでアクティブ・ロースター入りした。この年はフルタイムのユーティリティーというような形で起用され、123試合に出場。打撃面では打率.272、13本塁打、56打点、34盗塁（ナショナルリーグ4位）、OPS0.730という成績を記録。守備では捕手を除く内外野の全ポジションを守った。
2017年開幕前の2月8日に第4回ワールド・ベースボール・クラシック（WBC）のベネズエラ代表に選出された。この年はキャリアハイとなる136試合に出場して14本塁打を放った。
2019年6月28日にDFAとなり、7月3日にAAA級サンアントニオ・ミッションズへ配属された。8月9日にメジャー契約を結んでアクティブ・ロースター入りした。この年メジャーでは91試合に出場して打率.228、8本塁打、18打点、5盗塁を記録した。レギュラーシーズン終了後の10月16日にFAとなった。

### カブス時代
2019年12月17日にシカゴ・カブスとマイナー契約を結んで2020年のスプリングトレーニングに招待選手として参加することになったと報じられ、19日に正式公示された。
2020年8月18日にメジャー契約を結んでアクティブ・ロースター入りした。8月31日にDFAとなり、9月2日にマイナー契約となった。その後、9月28日にFAとなった。

### ナショナルズ時代
2021年1月21日に、ワシントン・ナショナルズとマイナー契約を結び、スプリングトレーニングに招待された。3月27日にメジャー契約を結んで40人枠入りした。だが10試合に出場して19打数1安打（打率.053）と振るわず、5月4日にDFAとなり、6日にFAとなった。

### ブルワーズ傘下時代
2021年5月7日にブルワーズとマイナー契約を結び、傘下のAAA級ナッシュビル・サウンズへ配属された。

### ハンファ時代
2021年7月7日、韓国プロ野球のハンファ・イーグルスと契約した。ハンファでは59試合に出場したが、打率.268、5本塁打、33打点という成績にとどまり、シーズン終了後に退団した。

### ハンファ退団後
2022年4月9日にメキシカンリーグのティフアナ・ブルズと契約したが、わずか3試合の出場で4月26日に自由契約となった。翌27日にアトランタ・ブレーブスとマイナー契約を結んだ。ここではメジャー昇格の機会はなく、オフの11月10日にFAとなった。

## 詳細情報

### 年度別打撃成績
| 年 度     | 球 団     | 試 合 | 打 席 | 打 数 | 得 点 | 安 打 | 二 塁 打 | 三 塁 打 | 本 塁 打 | 塁 打 | 打 点 | 盗 塁 | 盗 塁 死 | 犠 打 | 犠 飛 | 四 球 | 敬 遠 | 死 球 | 三 振 | 併 殺 打 | 打 率 | 出 塁 率 | 長 打 率 | O P S |
| --------- | --------- | ----- | ----- | ----- | ----- | ----- | -------- | -------- | -------- | ----- | ----- | ----- | -------- | ----- | ----- | ----- | ----- | ----- | ----- | -------- | ----- | -------- | -------- | ----- |
| 2012      | DET       | 2     | 2     | 2     | 1     | 1     | 0        | 0        | 0        | 1     | 0     | 0     | 0        | 0     | 0     | 0     | 0     | 0     | 0     | 0        | .500  | .500     | .500     | 1.000 |
| 2013      | DET       | 34    | 71    | 66    | 13    | 13    | 0        | 1        | 0        | 15    | 5     | 1     | 0        | 2     | 1     | 2     | 0     | 0     | 15    | 2        | .197  | .217     | .227     | .445  |
| 2014      | DET       | 8     | 6     | 5     | 1     | 1     | 0        | 0        | 0        | 1     | 0     | 0     | 0        | 0     | 0     | 1     | 0     | 0     | 1     | 0        | .200  | .333     | .200     | .533  |
| 2015      | DET       | 22    | 34    | 33    | 1     | 2     | 0        | 0        | 0        | 2     | 0     | 1     | 0        | 0     | 0     | 1     | 0     | 0     | 11    | 2        | .061  | .088     | .061     | .149  |
| 2015      | MIL       | 90    | 238   | 230   | 13    | 62    | 15       | 2        | 1        | 84    | 21    | 4     | 1        | 3     | 1     | 4     | 1     | 0     | 48    | 4        | .270  | .281     | .365     | .646  |
| '15計     | MIL       | 112   | 272   | 263   | 14    | 64    | 15       | 2        | 1        | 86    | 21    | 5     | 1        | 3     | 1     | 5     | 1     | 0     | 59    | 6        | .243  | .257     | .327     | .584  |
| 2016      | MIL       | 123   | 430   | 404   | 50    | 110   | 18       | 3        | 13       | 173   | 56    | 34    | 7        | 3     | 4     | 18    | 0     | 1     | 94    | 6        | .272  | .302     | .428     | .730  |
| 2017      | MIL       | 136   | 458   | 432   | 47    | 112   | 19       | 3        | 14       | 179   | 51    | 13    | 4        | 2     | 4     | 20    | 1     | 0     | 79    | 8        | .259  | .289     | .414     | .704  |
| 2018      | MIL       | 132   | 334   | 316   | 36    | 80    | 11       | 2        | 9        | 122   | 29    | 11    | 3        | 0     | 1     | 17    | 1     | 0     | 71    | 6        | .253  | .290     | .386     | .676  |
| 2019      | MIL       | 91    | 246   | 232   | 29    | 53    | 11       | 0        | 8        | 88    | 18    | 5     | 1        | 2     | 1     | 11    | 0     | 0     | 66    | 9        | .228  | .262     | .379     | .642  |
| 2020      | CHC       | 3     | 6     | 6     | 0     | 1     | 0        | 0        | 0        | 1     | 0     | 0     | 0        | 0     | 0     | 0     | 0     | 0     | 2     | 0        | .167  | .167     | .167     | .333  |
| 2021      | WSN       | 10    | 21    | 19    | 1     | 1     | 0        | 0        | 0        | 1     | 0     | 0     | 0        | 0     | 0     | 2     | 0     | 0     | 10    | 0        | .053  | .143     | .053     | .195  |
| 2021      | ハンファ  | 58    | 248   | 220   | 26    | 60    | 15       | 1        | 5        | 92    | 33    | 4     | 5        | 0     | 7     | 17    | 0     | 4     | 50    | 4        | .273  | .327     | .418     | .745  |
| MLB：10年 | MLB：10年 | 651   | 1846  | 1745  | 192   | 436   | 74       | 11       | 45       | 667   | 180   | 69    | 16       | 12    | 12    | 76    | 3     | 1     | 397   | 37       | .250  | .280     | .382     | .662  |
| KBO：1年  | KBO：1年  | 58    | 248   | 220   | 26    | 60    | 15       | 1        | 5        | 92    | 33    | 4     | 5        | 0     | 7     | 17    | 0     | 4     | 50    | 4        | .273  | .327     | .418     | .745  |

- 2021年度シーズン終了時

### 年度別投手成績
| 年 度    | 球 団    | 登 板 | 先 発 | 完 投 | 完 封 | 無 四 球 | 勝 利 | 敗 戦 | セ 丨 ブ | ホ 丨 ル ド | 勝 率 | 打 者 | 投 球 回 | 被 安 打 | 被 本 塁 打 | 与 四 球 | 敬 遠 | 与 死 球 | 奪 三 振 | 暴 投 | ボ 丨 ク | 失 点 | 自 責 点 | 防 御 率 | W H I P |
| -------- | -------- | ----- | ----- | ----- | ----- | -------- | ----- | ----- | -------- | ----------- | ----- | ----- | -------- | -------- | ----------- | -------- | ----- | -------- | -------- | ----- | -------- | ----- | -------- | -------- | ------- |
| 2017     | MIL      | 1     | 0     | 0     | 0     | 0        | 0     | 0     | 0        | 0           | ---   | 5     | 1.0      | 1        | 0           | 1        | 0     | 0        | 0        | 0     | 0        | 0     | 0        | 0.00     | 2.00    |
| 2018     | MIL      | 3     | 0     | 0     | 0     | 0        | 0     | 0     | 0        | 0           | ---   | 19    | 3.1      | 7        | 1           | 1        | 0     | 1        | 2        | 0     | 0        | 5     | 5        | 13.50    | 2.40    |
| 2019     | MIL      | 3     | 0     | 0     | 0     | 0        | 0     | 0     | 0        | 0           | ---   | 11    | 3.0      | 2        | 1           | 2        | 0     | 0        | 1        | 0     | 0        | 1     | 1        | 3.00     | 1.33    |
| MLB：3年 | MLB：3年 | 7     | 0     | 0     | 0     | 0        | 0     | 0     | 0        | 0           | ---   | 35    | 7.1      | 10       | 2           | 4        | 0     | 1        | 3        | 0     | 0        | 6     | 6        | 7.36     | 1.91    |

- 2020年度シーズン終了時

### 背番号
- 34（2012年）
- 26（2013年 - 2015年途中）
- 14（2015年途中 - 2019年、2021年8月 - 同年終了）
- 41（2020年）
- 3（2021年3月 - 同年5月）

### 代表歴
- 2017 ワールド・ベースボール・クラシック・ベネズエラ代表